# NGC 2753
NGC 2753 (również PGC 25603) – galaktyka spiralna z poprzeczką (SBcd(r)?), znajdująca się w gwiazdozbiorze Raka. Odkrył ją Heinrich d’Arrest 21 lutego 1863 roku. Starsze źródła (np. serwis SEDS) uznawały ją za parę galaktyk eliptycznych, jednak na nowszych zdjęciach dobrze widać, że to pojedyncza galaktyka o spiralnej strukturze.